# جوزيان نونيز
جوزيان نونيز (بالبرتغالية: Josiane Nunes؛ مواليد 23 ديسمبر 1993) هي مُقاتلة فنون قتالية مختلطة برازيلية.

## وصلات خارجية
لا توجد روابط لمواقع التواصل الاجتماعي.

- جوزيان نونيز على موقع يو إف سي (الإنجليزية)
- جوزيان نونيز على موقع شيردوغ (الإنجليزية)
- جوزيان نونيز على موقع Tapology.com (الإنجليزية)